# 歌川芳清
歌川 芳清（うたがわ よしきよ、生没年不詳）とは、江戸時代の浮世絵師。

## 来歴
歌川国芳の門人。歌川の画姓を称し、作画期は文政から嘉永の頃にかけてとされる。文政11年（1828年）建立の豊国先生瘞筆之碑に、「国芳社中」として「芳清」の名があるが、その他の経歴や作については不明。